# Habropoda sichuanensis
Habropoda sichuanensis är en biart som beskrevs av Wu 1986. Habropoda sichuanensis ingår i släktet Habropoda och familjen långtungebin. Inga underarter finns listade i Catalogue of Life. Arten finns i södra Asien.